# Belgacom Art Collection
De Belgacom Art Collection is een kunstverzameling van actuele Belgische kunst onder voorzitterschap van Baudouin Michiels.

## Situering
"Belgacom Art" werd opgericht midden jaren 90 van de 20ste eeuw en omvat een verzameling beeldende actuele Belgische kunst. De collectie weerspiegelt de belangrijkste kunststromingen die hun stempel hebben gedrukt op het laatste helft van de 20ste eeuw.